# Evan King
Evan King (nascido em 25 de março de 1992) é um tenista profissional norte-americano. Seu melhor ranking individual é a 391ª posição alcançado em 7 de março de 2016, enquanto que nas duplas chegou ao número 179, em 15 de setembro de 2014.
Fez sua estreia na chave principal da ATP (Associação de Tenistas Profissionais) no Delray Beach International Tennis Championships de 2009, perdendo para Andrey Golubev na primeira rodada do individual (2-6, 6-4).
Cursou a Universidade de Michigan.